# Pourouma cecropiifolia
Pourouma cecropiifolia är en nässelväxtart som beskrevs av Carl Friedrich Philipp von Martius. Pourouma cecropiifolia ingår i släktet Pourouma och familjen nässelväxter. Inga underarter finns listade i Catalogue of Life.